# يويدا (ناغانو)
يويدا (باليابانية:上田市) هي إحدى مدن محافظة ناغانو في اليابان وتلفظ أيضا أويدا. تأسست رسميًا في 06/03/2006. ويقدر عدد سكانها بـ 161887 نسمة حسب تقدير مكتب الإحصاء الياباني لعام 2012. تبلغ مساحة يويدا 552 كم2. بكثافة سكانية تبلغ 293 نسمة/كم2.

## المناخ
يظهر الجدول التالي التغييرات المناخية على مدار السنة ليويدا:
| البيانات المناخية لـيويدا           | البيانات المناخية لـيويدا | البيانات المناخية لـيويدا | البيانات المناخية لـيويدا | البيانات المناخية لـيويدا | البيانات المناخية لـيويدا | البيانات المناخية لـيويدا | البيانات المناخية لـيويدا | البيانات المناخية لـيويدا | البيانات المناخية لـيويدا | البيانات المناخية لـيويدا | البيانات المناخية لـيويدا | البيانات المناخية لـيويدا | البيانات المناخية لـيويدا |
| الشهر                               | يناير                     | فبراير                    | مارس                      | أبريل                     | مايو                      | يونيو                     | يوليو                     | أغسطس                     | سبتمبر                    | أكتوبر                    | نوفمبر                    | ديسمبر                    | المعدل السنوي             |
| ----------------------------------- | ------------------------- | ------------------------- | ------------------------- | ------------------------- | ------------------------- | ------------------------- | ------------------------- | ------------------------- | ------------------------- | ------------------------- | ------------------------- | ------------------------- | ------------------------- |
| متوسط درجة الحرارة الكبرى °م (°ف)   | 5.1 (41.2)                | 6.3 (43.3)                | 10.8 (51.4)               | 18.3 (64.9)               | 23.2 (73.8)               | 26.2 (79.2)               | 29.8 (85.6)               | 31.4 (88.5)               | 26.0 (78.8)               | 19.7 (67.5)               | 14.0 (57.2)               | 8.3 (46.9)                | 18.3 (64.9)               |
| متوسط درجة الحرارة الصغرى °م (°ف)   | −5.2 (22.6)               | −4.6 (23.7)               | −1.3 (29.7)               | 4.3 (39.7)                | 9.9 (49.8)                | 15.2 (59.4)               | 19.4 (66.9)               | 20.5 (68.9)               | 16.2 (61.2)               | 8.9 (48.0)                | 2.3 (36.1)                | −2.7 (27.1)               | 6.9 (44.4)                |
| الهطول مم (إنش)                     | 26.4 (1.04)               | 30.7 (1.21)               | 55.3 (2.18)               | 56.7 (2.23)               | 81.7 (3.22)               | 110.3 (4.34)              | 132.3 (5.21)              | 97.7 (3.85)               | 143.2 (5.64)              | 88.7 (3.49)               | 41.3 (1.63)               | 22.5 (0.89)               | 886.8 (34.93)             |
| متوسط أيام هطول الأمطار (≥ 1.0 mm)  | 4.8                       | 5.6                       | 8.7                       | 8.0                       | 9.0                       | 10.8                      | 12.8                      | 9.1                       | 10.1                      | 7.9                       | 5.8                       | 4.8                       | 97.4                      |
| ساعات سطوع الشمس الشهرية            | 178.6                     | 179.0                     | 200.3                     | 208.8                     | 209.4                     | 161.7                     | 174.1                     | 207.1                     | 150.7                     | 162.7                     | 166.4                     | 176.3                     | 2٬175٫1                   |
| المصدر: Japan Meteorological Agency |                           |                           |                           |                           |                           |                           |                           |                           |                           |                           |                           |                           |                           |

## توأمة
ليويدا (ناغانو) اتفاقيات توأمة مع:
- دافوس

## أعلام
- كاناي ياماموتو
- كاتسوسابورو ياماغيوا
- ماساو كومي